# Милан Торбица (рукометаш)
Милан Торбица (10. април 1981, Прибој) је српски рукометни, играч, који од јануара 2014. игра у Црвеној звезди. 

## Каријера
Торбица је активни рукометни играч, са висином 1,88 m и тежином 87 kg. Као играч, стасао у Рукометном клубу Борац из Бање Луке, да би током 2000их играо и за српске клубове: РК Војводину, РК Југовић и РК Врбас. Такође, играо је за шведски рукометни клуб ИФК Скувде, италијански РК Италгест из Казера, њемачки МТ Мелсунген и аустријски РК Швац. У јануару 2014. године Торбица је постао члан Црвене звезде. 
На Европском првенство у рукомету 2010. године наступао је у тиму репрезентације Србије, али иако је учествовао на турниру, у игри није учествовао.